# Canapé
Pour les articles homonymes, voir Canapé (homonymie).
Pour l’article ayant un titre homophone, voir Kanapé.
Un canapé, sofa, aussi appelé divan en Belgique et au Canada francophones, est un meuble confortable ayant plusieurs places et habituellement un dossier et un appuie-bras de chaque côté, se distinguant du divan sans dossier ni bras. Les canapés se trouvent généralement dans la salle de séjour. Ils peuvent être garnis avec différents textiles, ou en cuir.
On peut trouver des canapés droits ou d'angle, fixes, modulables ou convertibles, de style classique, contemporain ou moderne, en cuir, tissu ou synthétique.
Lorsqu'il est transformable en lit, un canapé se nomme « convertible » « canapé-lit » ou « clic-clac » ou encore « divan-lit », qui est couramment utilisé au Québec.
Le terme sofa s'utilise généralement lorsqu'il y a trois places assises, servant aussi bien de siège que de lit de repos.

## Étymologies
Canapé vient du latin conopeum, « moustiquaire, lit entouré d’une moustiquaire », lui-même du grec ϰωνωπεῖον, kônôpeion, « rideau contre les cousins », qui a pris le sens de conopée, canopée, avant d’évoluer encore pour devenir canapé.
Divan est emprunté au turc ottoman دیوان, divān (« conseil, salle du conseil garnie de coussins »), et celui-ci au persan دیوان, dīwān (« registre »), et qui a servi à désigner, sous la dynastie arabe des Abbassides différents bureaux et administrations.
Sofa est également emprunté au turc sofa, de l’arabe صُفَّة, ṣuffa (« banc »).

## Histoire

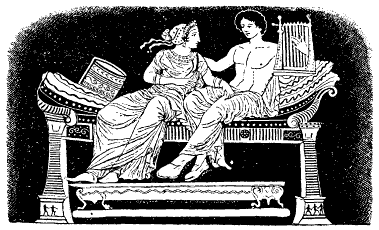
Canapé de Grèce antique avec un seul appui-bras.

En Grèce antique, la klinê est un lit ou canapé utilisé pour dîner : précurseur du canapé méridienne, il est fabriqué en marbre, en métal ou en bois. Au Moyen Âge, le canapé est le plus souvent un banc de bois recouvert d'un matelas sur lequel on s'allonge. Il sert alors le plus souvent de lit.

### En France
Les premiers sièges à bras, ancêtres des canapés actuels, apparaissent à partir du XVIIIe siècle. Les canapés, munis de rembourrage dans les assises et d'accoudoirs, étaient considérés comme propices à la conversation grâce à leur confort.
À l'époque, les canapés étaient sobres et dotés d'une structure en bois avec des revêtements de cuir repoussé, de tissu et de tapisserie très luxueuse, le fameux style Louis XIII. Progressivement, les canapés de style Louis XIII sont remplacés par les canapés de style Louis XIV, plus rigides et austères, on ne s'y assoit que quelques minutes.
Les canapés Louis XV acquièrent ensuite des dossiers incurvés pour s'adapter à la morphologie du dos. Ces canapés plus confortables sont moins encombrants et plus légers que leurs ancêtres. Ils ont une assise peu profonde car ils servent essentiellement dans les salons mondains, les hommes et de femmes de lettres s'y tenant droit. Le canapé ou « lit de repos en ottomane », large siège à pied dont la principale caractéristique est son assise de forme ovale, apparaît dans l'inventaire de la couronne en 1729. Très à la mode sous Louis XV sont : la sultane (appelée aussi canapé « à la turquoise »), canapé dont les accotoirs présentent des enroulements très prononcés mais qui ne possède généralement pas de dossier ; la paphose ou papose (dont le nom symbolise le caractère galant), sorte de canapé à double dossier dont l'un s'incline pour former un lit.
Ces canapés sont progressivement remplacés par les canapés Louis XVI, qui possèdent des dossiers droits et peu sophistiqués, mais un ornement bien plus important. Les canapés créés sous le Directoire et ceux du style Empire sont plus tournés vers des styles étrangers. Ceux du Directoire rappellent l'art romain tandis que ceux du style Empire adoptent plutôt l'art égyptien.
Durant la Restauration, les canapés sont plutôt faits de bois clairs et ornés de volutes de palissandre ou d'amarante. Ils sont notamment bien plus souples que leurs prédécesseurs.
Le début du XXe siècle amène des canapés aux formes plus ondulées et aux caractéristiques encore nouvelles. Entre 1920 et 1930, des canapés issus de l'Art déco apparaissent, aux traits plus sobres. Depuis cette époque, les canapés présentent une grande diversité de styles,.
Les années 1950 voient l'arrivée du living room importé des États-Unis, avec en son centre le canapé autour duquel s'organise la vie des Français, notamment l'apéritif, ce meuble détrônant la table de la cuisine qui était auparavant le centre de la maison.
L'éditeur Ligne Roset lance en 1973 le canapé Togo (design Michel Ducaroy) qui devient depuis cette date  la vente no 1 mondiale de l'entreprise. Ces mêmes années 1970 voient le canapé devenir le lieu de regroupement autour du poste de télévision.
La vogue des canapés convertibles est liée actuellement au développement des familles recomposées et au manque de place dans les petits appartements ou studios.
Le XXIe siècle voit de nombreux grands designers s’intéresser au canapé pour transformer cet objet usuel en œuvre d'art. Starck, Jean Nouvel, Eric Berthes et d'autres artistes et designers l'ont réinterprété à leur manière.

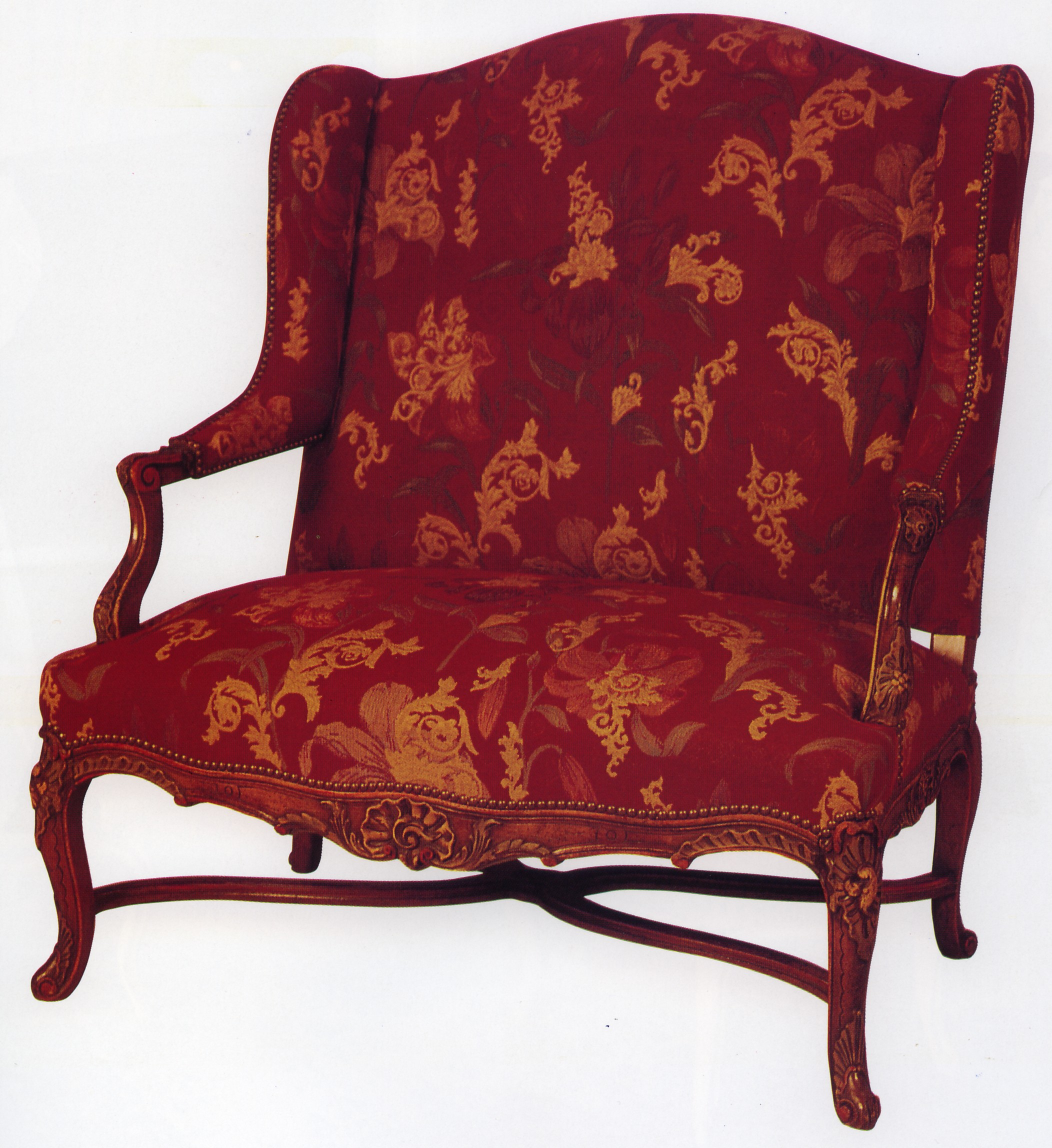
Canapé de style Louis XIV, dos à oreille en confessionnal et entretoise de pied, réplique[8].
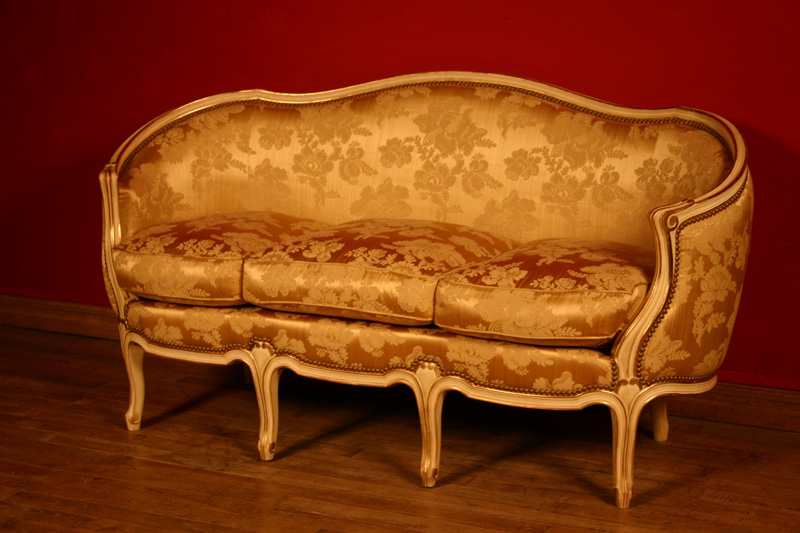
Petit canapé de style Louis XV, en gondole, réplique[8].
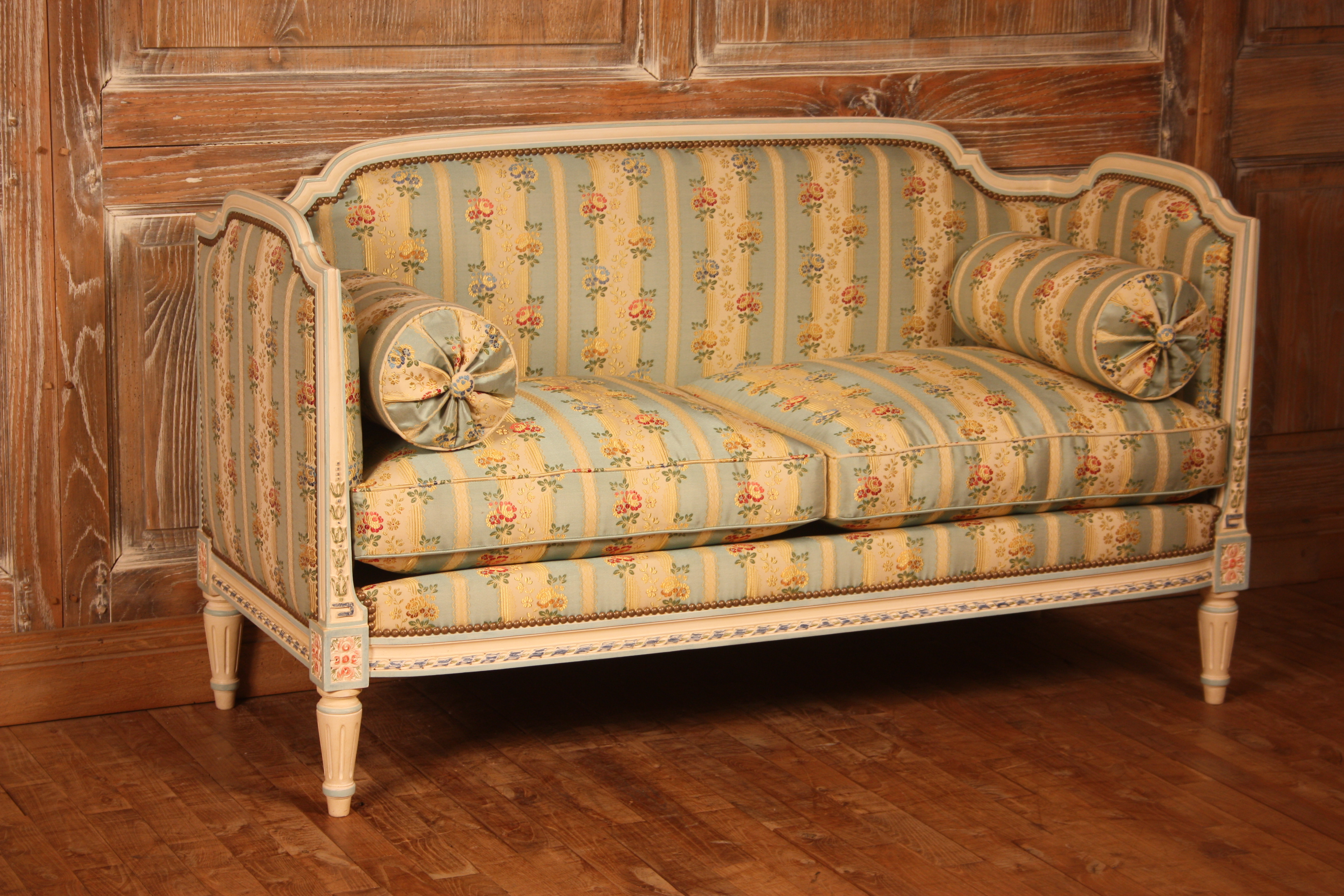
Canapé de style Louis XVI, côtés à dosseret, réplique[8].
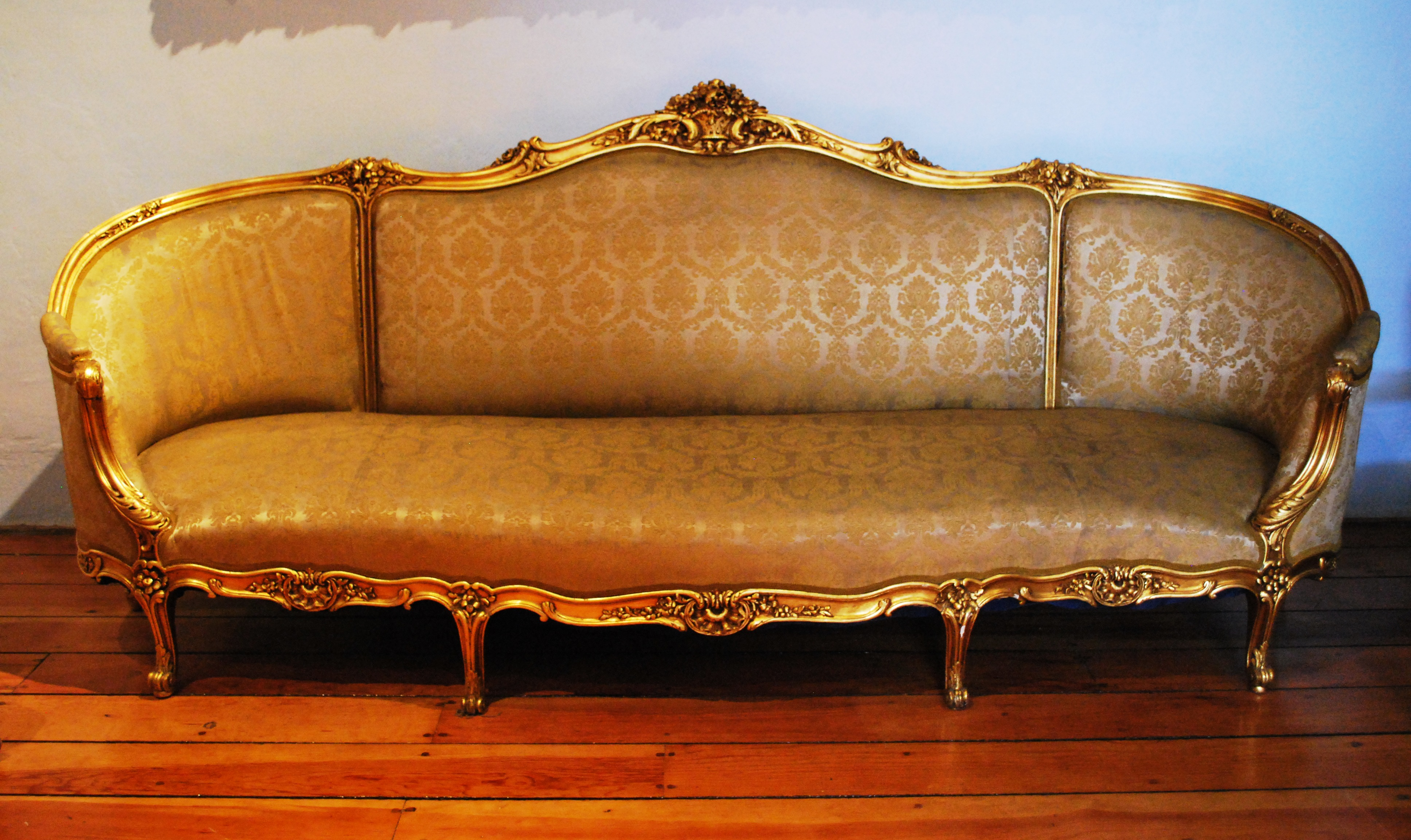
Ottomane, XIXe s., copie d'un modèle XVIIIe s.
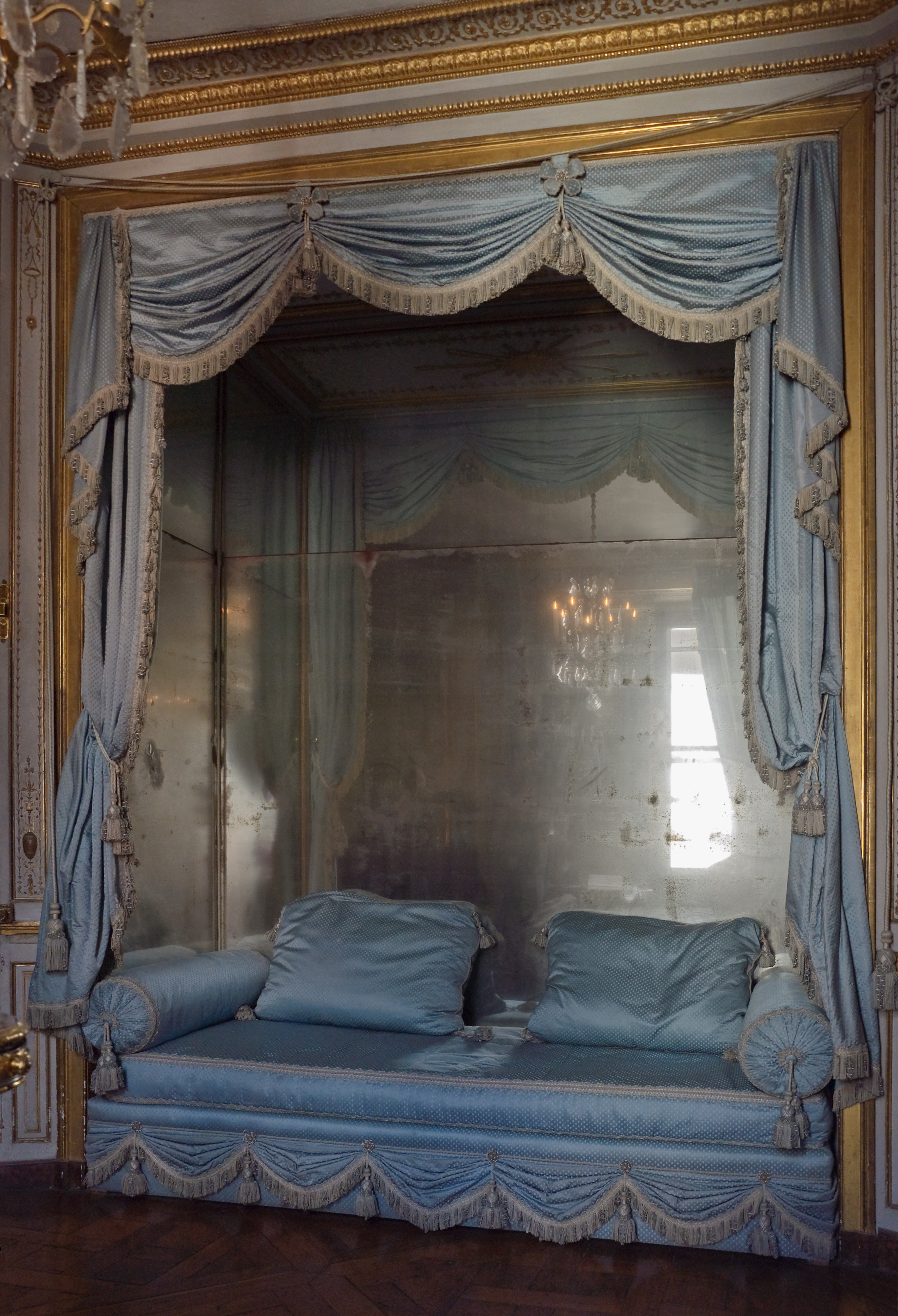
Sofa du cabinet de la méridienne, Petit Appartement de la Reine, château de Versailles.
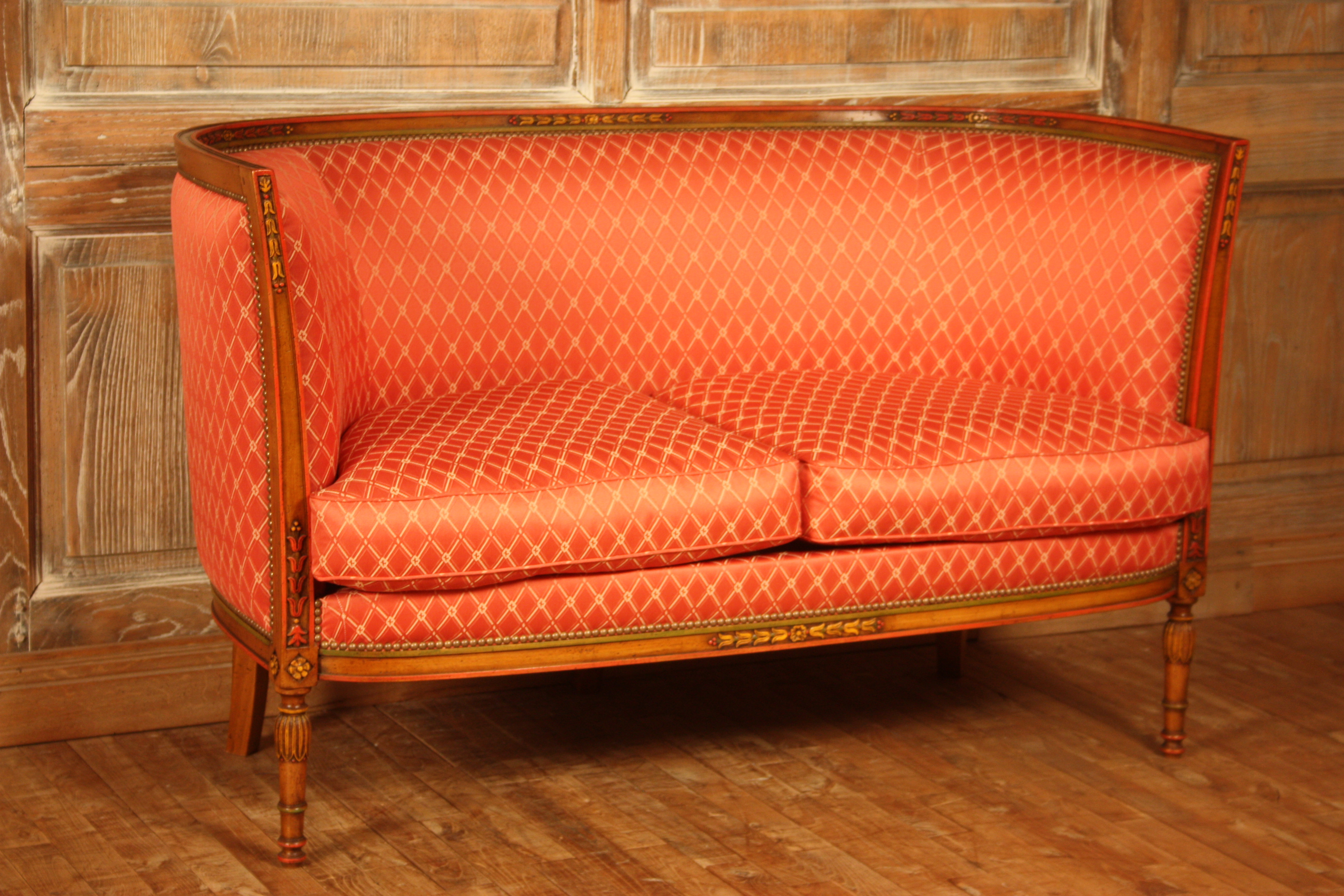
Canapé gondole de style Directoire, réplique[8].

## Types
Les principaux types sont :
- Formes : canapé droit, canapé d'angle (composé d'un corps et d'un retour), méridienne (avec un seul accoudoir)
- Finitions : déhoussable ou tapissier
- Structure : en bois (assemblage agrafé ou boulonné), plus rarement en métal
- Revêtement de l'assise : cuir, coton, tissu synthétique, rotin, souvent recouvert de coussins amovibles
- Couchage : canapé fixe ou différents types de convertibles[10] :
  - canapé-lit : canapé qui possède sous ses coussins un cadre métallique et un matelas fin qui peut être déplié pour faire un lit
  - clic-clac (appelé divan-lit au Québec) : canapé à structure métallique transformable en lit en rabattant le dossier vers l'arrière, ce qui déplace l'assise vers l'avant pour former un couchage deux places. Son nom vient du mécanisme de la charnière reliant les deux parties.
  - BZ : il tire son nom du mot anglais « bed » qui signifie « lit » et de sa forme en zigzag ; la différence du clic-clac, le canapé BZ s’ouvre perpendiculairement au mur et se déplie en trois temps[11].
  - shikibuton : composé d'un matelas de futon placé sur une armature configurable pour un double usage (lit et divan) à l'instar d'un clic-clac.
  - Relax : Un canapé relax est un type de canapé équipé de mécanismes inclinables (électriques ou manuels) permettant d'ajuster l'inclinaison du dossier et de relever le repose-pieds pour un confort optimal. Conçu pour la détente, il offre des positions personnalisables pour soulager le dos et les jambes[12].

## Culture populaire
- Dans la série télévisée Les Simpson, le canapé de la famille fait l'objet de gags durant le générique de la série[13].